# (9556) Gaywray
(9556) Gaywray – planetoida z pasa głównego asteroid okrążająca Słońce w ciągu 3 lat i 193 dni w średniej odległości 2,32 j.a. Została odkryta 8 kwietnia 1986 roku w Obserwatorium Palomar w programie INAS. Nazwa planetoidy pochodzi od Gay Firestone Wray, doktor Smithsonian Astrophysical Observatory. Przed nadaniem nazwy planetoida nosiła oznaczenie tymczasowe (9556) 1986 GF.